# Újházy László (politikus)
Rozsnyóbányai és budaméri Újházy László (Budamér (Sáros vármegye), 1795. január 20. — Sírmező telep, San Antonio, (Texas) 1870. március 7.) magyar földbirtokos, politikus, szabadságharcos, főispán és kormánybiztos, az amerikai magyar emigráció jeles egyénisége.

## Életútja

### Ifjúkora
Szülei Újházy Sámuel és Radvánszky Polixena. Régi nemesi család sarja; őse, Újházy Ábrahám 1609. december 31.-én kapta meg a nemességet rozsnyóbányai és budaméri előnévvel II. Mátyás magyar királytól, a család tagjai különösen a katonai pályán tűntek ki. Alap- és középfokú tanulmányait Eperjesen végezte, bölcseletet Debrecenben, jogot Sárospatakon tanult. Iskoláinak befejezése után házasságra lépett a szepességi Szakmáry Donát fiúsított leányával, Benyovszky Móric unokájával. Fiatal feleségével sáros vármegyei birtokaira költözött, bekapcsolódott a politikai közéletbe.

### Politika és szabadságharc
1837-ben a megyegyűlésen beszédet mondott Lovassy László és társai mellett, e miatt felségárulási perbe keveredett, felmentést csak 1840-ben kapott, akkor is a nádor közbenjárása révén. 1848-ban Sáros vármegye alkotmányos főispánja lett, de az aulikus többség ellenszenve miatt kevés időt töltött a vármegyében, inkább a pesti országgyűlésben politizált, ahol a főrendiház 1848. július 6-án az ő indítványára nevezte el magát felsőháznak. 1848 szeptember végén saját költségén szervezett szabadcsapatot, s két fiával együtt annak élén vett részt Görgei Artúr téli hadjáratában. Kormánybiztosi működést fejtett ki Rozsnyón és vidékén, majd 1949 nyarán a Komáromi erődrendszer városi részének lett polgári kormánybiztosa, e városi résznek katonai jellege már nem volt, így Újházi László aláírása nem szerepel a várat megadó okmányon, amelyet Klapka György, Prágay János és mások írtak alá Puszta-Herkályon 1849. szeptember 17-én.

### Emigrációban
Újházy László 1849 októberében kelt útra családjával, feleségével és öt gyermekével (két felnőtt fiával, Farkassal és Tivadarral, a 10 éves gyermekkorú Lászlóval, két leányával, a 22 éves Klárával és a 11 éves Ilkával) és több honvédtiszttel együtt, Hamburgba mentek, majd Anglián keresztül Amerikába. Újházy Lászlót és kíséretét mindenütt megkülönböztetett figyelemmel fogadták. Londonban Abbott Lawrence, az amerikai követ lett legfőbb pártfogójuk, s itt Londonban ismerkedtek meg Andrew Jackson Donelson, Amerika németországi követével is. Amerikába a „Hermann” nevű hajón keltek át, ez előbb a kanadai Halifaxot érintve, 1849. december 16-án futott be a New York-i kikötőbe.
Az ismerős nevű Újházy Lászlót, családját és kíséretét nagy lelkesedéssel fogadták, hiszen az amerikai sajtóból már tájékozódva voltak, s Amerika számos vezető politikusával Ujházy levelezésben állt, köztük Zachary Taylorral, az Egyesült Államok elnökével és George Perkins Marsh képviselővel. Ez utóbbi beajánlotta Újházyt és kíséretét Hamilton Fish New York-i kormányzónak. Daniel Webster amerikai államtitkár melegen érdeklődött utánuk még New York-i tartózkodásuk idején. Maga Zachary Taylor elnök a washingtoni Fehér Házban fogadta Újházyt és kíséretét 1850. január 15-én, Újházy tiszteletteljes hosszú beszédet olvasott fel angol nyelven, az amerikai elnök rövidebben válaszolt, de igen szívélyesen. Újházi László kíséretében voltak ekkor Dambourghy Ede, Wass Sámuel, Leopold Richard Breisach, Prágay János, Krajtsir Károly szomolnoki születésű magyar orvos, aki a lengyel szabadságharcosokkal került Amerikába, Weiss Vilmos nevű volt utászkapitány, s egy Oswell nevű amerikai kapitány, Reményi Antal kapitány (Reményi Ede hegedűművész bátyja), ott volt még Radnich Imre, végül egy Henry de Ahna nevű bajor tiszt, aki Újházy kíséretében érkezett New Yorkba. Újházy László volt ekkor Kossuth Lajos megbízott amerikai diplomatája, aki mindent megtett azért, hogy Kossuthot és kíséretét az amerikaiak kiszabadítsák Kutahiából. Hála Újházy diplomáciai tevékenységének és az amerikaiak fogadókészségének, Kossuth Lajos és kíséretének kiszabadítása két év múltán meg is történt.
Elmúltak a karácsonyi ünnepek New Yorkban és az új év első hetei Washingtonban. Újházyék lehetőséget kaptak arra, hogy letelepedjenek, földet foglaljanak maguknak, Újházy Iowa és Missouri államok határainál talált megfelelő helyet a magyar emigráció letelepedésére. A korabeli útviszonyoknak megfelelően útjuk hosszú volt és fárasztó, végül megtalálták a kívánt helyet a Thomson folyó és Davis City (Iowa) közelében, 1850 augusztus első napjaiban oda is értek. A helyet New Budának nevezte el Újházy. Voltaképpen egy kezdetleges tanyavilágot sikerült létrehozni, de hamarosan postahivatalt is kaptak. Újházy László lett a postamester. Az erősen idősödő Újházy gondjai csak szaporodtak, az aradi vértanúk kivégzése után két évvel, 1851 október 6-án meghalt szeretett felesége. Öt gyermekük vele maradt, de ő vigasztalódást nem talált, mégis enyhült fájdalma, amikor hírét vette, hogy nagy barátja, Kossuth Lajos megérkezett Amerikába. Találkoztak is Saint Louis (Missouri) városában. Kossuth csalódott amerikai körútjának eredményességében, nem sikerült Amerika fegyveres segítségét kieszközölni Magyarország függetlensége érdekében. Újházy úgy gondolta, hogy amíg a haza nem lesz szabad és független, Kossuth is maradjon Amerikában, Új-Budán. Kossuth erről hallani sem akart, el sem látogatott oda, ment vissza Európába, s azt sem helyeselte, hogy a volt szabadságharcos magyar katonák letelepedjednek Amerikában.
Újházy elkeseredésében elhagyta Új-Budát, felesége földi maradványait koporsóstól vitte magával, egy San Antonio (Texas) melletti farmon kezdett új életet, amelyet Sírmezőnek nevezett, ott újra eltemette feleségét. Nem érezte jól magát ebben a rabszolgatartó államban, aztán az amerikai polgárháború miatt onnan menekülnie kellett, amikor Abraham Lincoln amerikai elnök tudomást szerzett az idős szabadságharcos nehéz helyzetéről, kinevezte őt az itáliai Anconába konzulnak. Egyik fiával ment el oda 1862 januárjában, több mint két évig betöltötte a hivatalt, elkeserítette Giuseppe Garibaldi megállítása és a híres itáliai Magyar Légió lefegyverzése, lemondott hivataláról, Lincoln elnök elfogadta lemondását. Újra visszatért Sírmezőre ezúttal Mexikón keresztül, mert az amerikai polgárháború miatt északról még el volt zárva az út Texas felé. Az 1867-es kiegyezést nagyon helytelenítette, éppen úgy mint Kossuth, nem állt szándékában visszatérni az Osztrák-Magyar Monarchiába. 1870 márciusában felesége sírhalmán önkezével vetett véget életének. Újházy László és feleségének tetemeit 1878-ban hazahozatták gyermekei, s a budaméri családi sírboltban helyezték örök nyugalomra .